# 商都县
商都縣是中華人民共和國內蒙古自治區烏蘭察布市轄下的一個县，面積4353平方公里，縣人民政府駐商都鎮。

## 沿革
商都縣轄地歷史上曾長期為塞外遊牧民族牧場。清初，從正黃旗、镶黄旗察哈尔劃出一部分，在該地設上駟院大馬群，又稱為商都达布逊诺尔牧厂（「达布逊诺尔」蒙古語意為鹽湖），後簡稱商都牧群。因当时該地湖泊众多，「商都」得名于满语“水漩”一词（穆麟德轉寫：šurdeku）。商都牧群範圍包括今化德县与康保县之間的大片地區。乾隆年间，商都牧群境內的“七台”，是张家口到乌兰巴托的“恰克图商路”的第七个驿站，故得名。咸丰年间以来，随着河北、山西等地汉人走西口，牧场被逐渐开垦，清末时“数十年来，群地未开者，牛群不过十之二三，羊群则仅十之一二”。
民國成立後，屬察哈爾特別區。1916年，經何宗莲呈请，在七台（又名「明安白兴乌日特」，汉语拼音字母：Minggan Baixing ortoo）设置商都垦务行局， 後改称商都招垦设治局。1918年，经田中玉呈请，北洋政府批准撤销商都招垦设治局，正式建立商都县。國民政府治下，屬察哈爾省。1935年，商都牧群被蒙政會改为商都旗，此時商都縣和商都旗並存，均属察哈尔盟，抗战结束后商都旗和鑲黃旗合併，商都縣則保留下來。
中華人民共和國成立後，於1952年11月撤销察哈尔省建制，商都县改隶河北省张家口专区。1958年10月，河北省人民政府决定，将商都县区域并入张北县。
1960年1月，将原商都县区域和尚义县的区域从张北县分出设置商都县。1961年5月，又將商都縣分设为商都、尚义两个县，各辖原属行政区域，仍隶张家口专区。
1962年3月7日，经国务院批准，将河北省的商都县划归内蒙古自治区的乌兰察布盟管辖。2003年，烏蘭察布廢盟改市，商都县此後属乌兰察布市。

## 气候
烏蘭察布市轄下的商都縣，為中溫帶半乾旱季風型氣候，因為年雨量不均，通常在農業發展上受阻。近年該地以區域化、規模化、特色化方式發展精緻農業，而發展農作通常為蔬菜。

## 行政区划
商都县下辖6个镇、4个乡：
七台镇、十八顷镇、大黑沙土镇、西井子镇、屯垦队镇、小海子镇、大库伦乡、卯都乡、玻璃忽镜乡和三大顷乡。

## 人口民族
根據第七次人口普查數據，截至2020年11月1日零時，商都縣常住人口為173926人。
2004年，总人口約有33萬人。属乌兰察布市的人口大县，商都县境内的汉语方言主要属于晋语张呼片。